# Pałac Nordkirchen

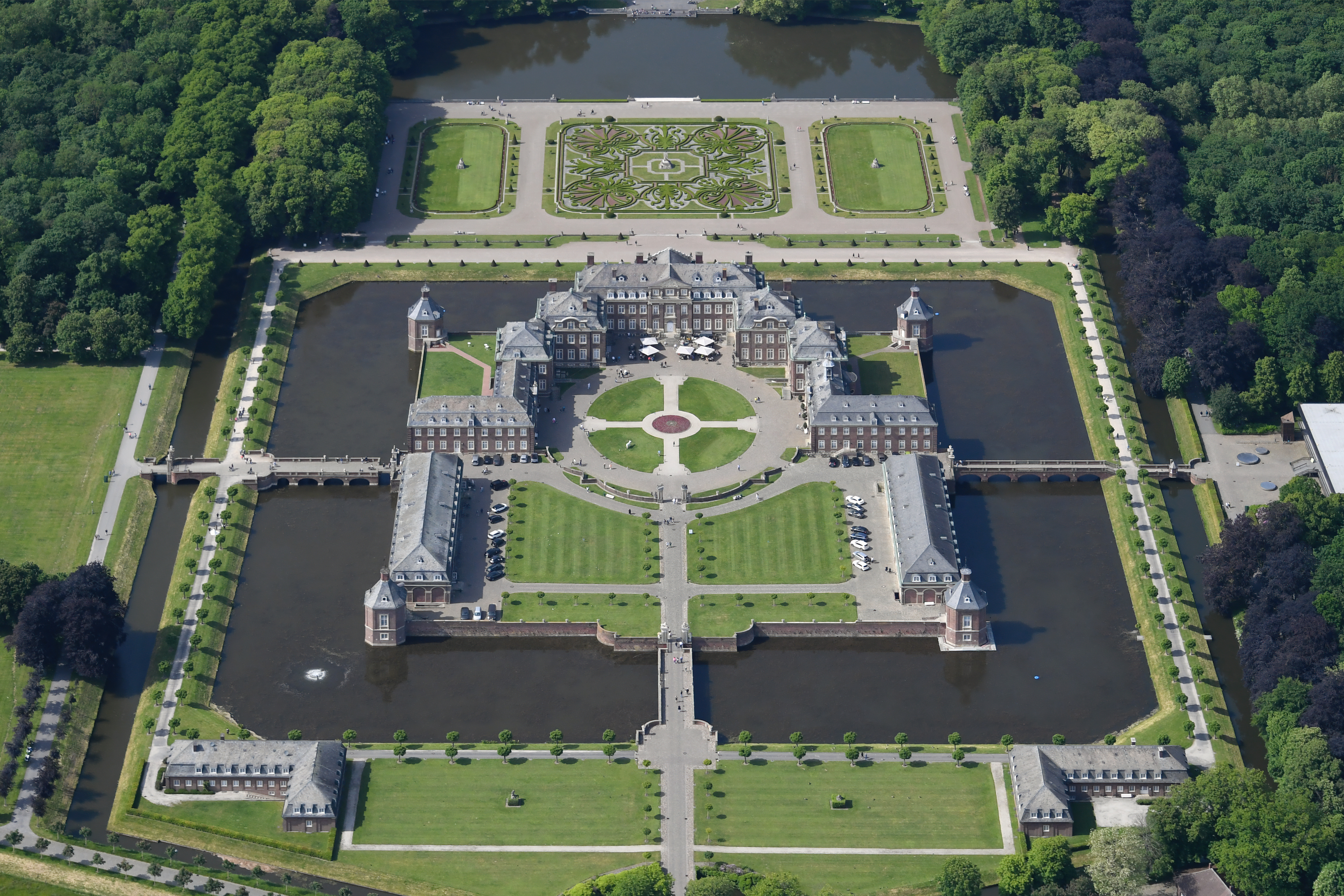
Pałac Nordkirchen z lotu ptaka

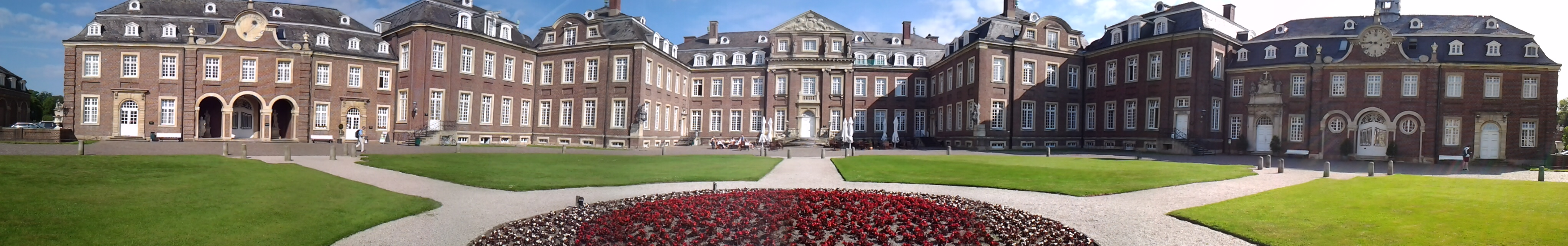
Pałac Nordkirchen - panorama szkoły

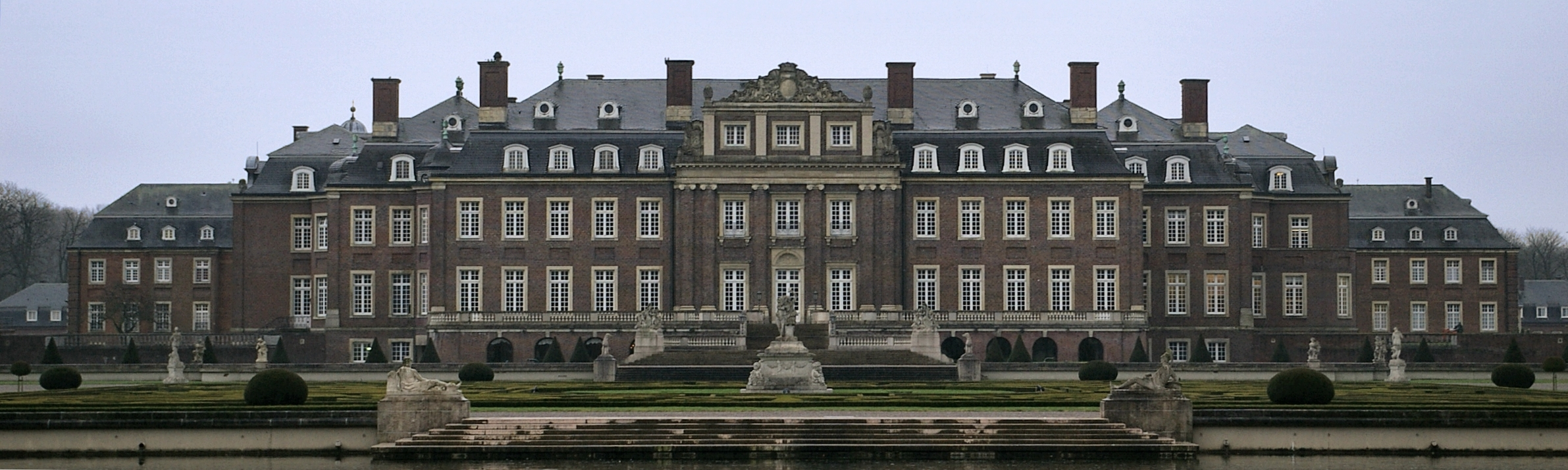
Pałac Nordkirchen. Elewacja ogrodowa

Pałac Nordkirchen – barokowy pałac nawodny w miejscowości Nordkirchen w powiecie Coesfeld zwany westfalskim Wersalem.
Zamek wodny w Nordkirchen zbudowali panowie von Morrien, którzy od 1275 byli panami lennymi klasztoru Werden. Dzisiejszy pałac wzniesiono w kilku etapach w latach 1703–1734 z polecenia biskupów Münster Friedricha Chrystiana von Plettenberga i Ferdinanda von Plettenberga. Prace prowadzili architekci Gottfried Laurenz Pictorius, od 1706 Peter Pictorius młodszy i od 1724 Johann Conrad Schlaun.
Pałac oparty jest na wzorach niderlandzkich, np. Het Loo w pobliżu Apeldoorn. Jego ceglane elewacje z elementami z piaskowca są typowe dla barokowej architektury Westfalii, zwłaszcza dla dzieł Johanna Conrada Schlauna. Budowla jest położona na wyspie i otoczona fosą. Naroża wyspy są zaakcentowane pawilonami. Pałac otacza park o powierzchni 170 ha.
Pałac od 1833 należał do hrabiów von Esterházy. W 1903 został sprzedany księciu Engelbertowi Marii von Arenbergowi. W 1933 przejęła go spółka Arenberg-Nordkirchen GmbH, a w 1959 stał się własnością landu Nadrenia Północna-Westfalia.
Od 1958 w pałacu mieści się Wyższa Szkoła Finansów Nadrenii Północnej-Westfalii. Część pomieszczeń jest w weekendy udostępniona do zwiedzania. W kaplicy pałacowej odbywają się śluby.

## Literatura
- Stefan Buske: Schloss Nordkirchen (DKV-Kunstführer, Nr. 597). München/Berlin 2003.
- Karl E. Mummenhoff: Schloss Nordkirchen (Westfälische Kunst). München/Berlin 1975.